# Spahi
Gli Spahi, anche Sipahi (turco ottomano sipâhi, سپاهی, dal persiano sepâhi, سپاهی, lett. "soldato"), erano la cavalleria pesante dell'Impero ottomano, contrapposti ai cavalleggeri Akinci/Deli.
Si dividevano in "cavalleria feudale", i timarli sipahi (da timar, il feudo ottomano), e la "cavalleria della Porta", i kapikulu sipahi al diretto comando del sultano di Costantinopoli.
Gli Spahi apparvero a partire dal XIV secolo e scomparvero nel XIX secolo.

## Etimologia del nome
La parola di lingua turca ottomana sipâhi (سپاهی) deriva dalla lingua persiana sepâhi (سپاهی) letteralmente "soldato". Il termine passò successivamente ad indicare la truppe indigene a cavallo arruolate in loco dalle potenze coloniali (il termine inglese sepoy ed i francesi cipaye e spahi derivano dal medesimo ceppo linguistico di Spahi).
Famosi furono gli spahis della Libia italiana, che si distinsero nella guerra d'Etiopia nel 1935-1936.

## Storia
Nella seconda metà del XIV secolo il sultano Murad I iniziò a premiare i militari che si erano distinti in battaglia assegnando loro l'usufrutto delle terre dei paesi conquistati. Gli Spahi (talora detti anche Spahis) ricevevano delle proprietà rurali relativamente piccole, che inizialmente amministravano personalmente. Altre parti venivano loro offerte dai contadini delle popolazioni sottomesse. In compenso gli Spahi dovevano andare in guerra per il Sultano tutte le volte che ne erano da questi sollecitati. Essi dovevano provvedere con mezzi propri all'acquisto dell'armatura, delle armi e dei cavalli. A seconda della grandezza del proprio Timar ciascun Spahi era tenuto a portare con sé in battaglia fino a sette ausiliari (cebeli) che doveva equipaggiare, armare ed addestrare a proprie spese. Con questo sistema i sultani riuscirono a mettere insieme eserciti anche superiori numericamente a quelli delle potenze cristiane.
Diversamente dai feudatari europei, gli Spahi non potevano trasmettere in eredità i loro Timar o trasferirli a terzi. Ognuna di queste proprietà militari era stata data dal sultano al singolo combattente e rimaneva quindi nelle mani del rispettivo titolare al quale la dirigenza militare decideva di assegnarla. In questo modo nell'impero ottomano non si poté sviluppare alcuna nobiltà rurale che come classe padronale potesse interporsi fra il sultano ed i suoi combattenti.
Si trattava dei titolari dei feudi militari detti “Timar”. Essendo usufruttuari di questi feudi dovevano prestare servizio nell'esercito del Sultano. Fra i secoli XIV e XVII costituivano una parte significativa del nucleo dell'esercito ottomano. La formazione delle armate ottomane è rappresentata da una mezzaluna: gli Spahis vengono rappresentati come le punte di questa figura. Dalla loro posizione nello schieramento, questi reparti di cavalleria avevano il compito in battaglia di circondare il nemico e poi colpirne il centro della formazione. Nello schieramento dell'esercito ottomano il centro era costituito dai giannizzeri.
L'estinzione degli Spahi ebbe cause economiche e militari. Nel XVI secolo erano a disposizione del sultano circa 100.000 combattenti fra Spahi e Cebeli, mentre nel secolo successivo si erano ridotti a 30.000. L'aumento dell'importanza della fanteria e dell'artiglieria nella tecnica militare del XVI secolo rese la cavalleria Spahi sempre meno idonea. I sultani concentrarono la loro attenzione sui giannizzeri, che da allora in poi costituirono la parte più importante dell'esercito. Inoltre l'Impero ottomano aveva raggiunto l'apice della sua potenza e non rimanevano più molte terre occupate da assegnare come Feudo militare e per di più mancavano i grossi bottini di guerra di una volta che avevano costituito gli introiti degli Spahi.
Infine le crisi economiche condussero ad una forte riduzione delle rendite dei Timar mentre contestualmente i costi degli equipaggiamenti aumentavano. Diminuì quindi sia il patrimonio che l'entusiasmo degli Spahi a fornire delle prestazioni belliche regolari. La qualità degli equipaggiamenti si impoverì e molti proprietari di Timar cercavano, riuscendoci grazie alla diffusa corruzione ed al cattivo stato dell'amministrazione ottomana, di evitare di essere classificati come tali e quindi dover rispondere alla chiamata.
Soprattutto nel XVII secolo gli Spahi vendevano o davano in locazione parti dei loro Timar a grandi proprietari terrieri senza che la Sublime Porta prendesse delle misure contro di loro. Altri lasciavano in eredità, contro la regola, i loro Timar e spesso le autorità si “dimenticavano” di esigere dagli eredi il rispetto dell'obbligo di servizio militare. In tal modo il sistema andò lentamente in rovina.
I Cebeli, inizialmente combattenti al seguito degli Spahi, diventarono unità militari mercenarie, che non avrebbero mai potuto sostituire i loro precedenti signori per quanto riguarda le capacità di combattenti e la disciplina. Sotto Solimano III (1789 – 1807) rimanevano ancora circa 2.000 Spahi.

## Equipaggiamento

### Panoplia
Si trattava di cavalleria bardata, a differenza di quella più agile medio-orientale, ma comunque dotata di cavalli più veloci di quelli da carica con pesanti bardature, tipiche della cavalleria pesante medievale occidentale. Erano soldati capaci sia di tirare con l'arco (quindi arcieri a cavallo) sia di caricare con la lancia, fissa sulla spalla ed i piedi ben piantati sulle staffe, come i loro colleghi cavalieri europei. L'armamento subì lentamente l'evoluzione delle armi.
Unità militare sorta in epoca tardomedievale impegnata con ruolo attivo in operazioni militari durante tutta l'Età Moderna, gli spahi hanno militato nelle file dell'Osmanlı İmparatorluğu Ordusu facendo ricorso alle armi più disparate:
- l'arco composito turco, arma distintiva dei cavalieri turchi sin dal tempo dei Selgiuchidi, fu ampiamente utilizzato dagli spahi; tanto quanto
- il kilij, la scimitarra turca, il cui uso poteva però, a discrezione dell'utente, essere alternato alla shamshir, la scimitarra persiana[3];
- la pistola a ruota, arma precipua della cavalleria pesante europea nel XVI secolo, ebbe rapida diffusione tra i ranghi degli spahi, abituati a combattere contro i corazzieri ed i raitri degli Asburgo nei Balcani;